# 機動戦士ガンダム 一年戦争
『機動戦士ガンダム 一年戦争』（きどうせんしガンダム いちねんせんそう）は、バンダイが2005年4月7日に発売したPlayStation 2用3Dアクションゲーム。テレビアニメ『機動戦士ガンダム』の第1話から最終話までの戦い（一年戦争）を、1本のゲームで再現しているのが特徴。

## 概要
本作は、ガンダムシリーズの版権を保有するバンダイがナムコに開発を依頼してガンダムゲームを販売するコラボレート企画「PROJECT PEGASUS（プロジェクトペガサス）」の第1弾である（名称はガンダムの母艦であるホワイトベースの艦級名・ペガサスに由来）。
本作より以前にPlayStation 2で発売されたガンダムシリーズのゲームは、日本国内市場において最低でも50万本程度の売り上げ実績があり、開発技術力のあるナムコと提携することで『機動戦士Ζガンダム エゥーゴvs.ティターンズ』の90万本を上回るミリオン（100万本）超を目指す大作ソフトとして位置づけられていた。
しかし実際の売り上げは初週15万本、累計33万本と目標に遠く及ばない結果に終わった。だが本作の共同作業がきっかけとなって、2005年9月のナムコとバンダイの経営統合による持株会社バンダイナムコホールディングスの設立に繋がったという。
なお、「PROJECT PEGASUS」は第2弾以降の企画の発表がないまま両社の経営統合を迎えたことで、自然消滅となった。

## ゲーム内容
アムロ・レイが主人公ということもあり、使用する機体は概ねガンダムである。ただし、原作に即して一部ステージのみガンタンクやガンキャノン、更にはホワイトベースの左舷機銃や、スレッガー・ロウとなって通常火薬主砲を使用する。
各ステージではプレーヤーが機体を操作する際、原作のシチュエーションを“特定の敵を特定の武器を使って倒す”等の様に再現すると「メモリアルアクション」という特別なデモシーンが発生する。全ての「メモリアルアクション」を発生させると、随時エクストラ機体として、GMやガンダムNT-1などのモビルスーツが使用可能となる。なおエクストラ機体は「フリーモード」でのみ使用可能。
使用可能な武器は基本的にビームライフル、ビームサーベル、頭部の60mmバルカン砲のみで、ステージ27においてのみハイパーバズーカが使用可能となる（この場合はビームライフルは使用不可）。また、エクストラ機体の中には△ボタンで特殊な武器が使用可能で、ガンキャノンやガンキャノン重装型の「フリーモード」の地上戦限定のビームライフル、フルアーマーガンダムのキャノン砲がある。

## 登場キャラクター
エンドクレジット記載のみ。未記載ではコーカ・ラサやフラナガン・ブーン、ボラスキニフらも登場している。

### 地球連邦軍
- アムロ・レイ（古谷徹）
- ブライト・ノア（鈴置洋孝）
- カイ・シデン（古川登志夫）
- リュウ・ホセイ（飯塚昭三）
- ハヤト・コバヤシ（鈴木清信）
- スレッガー・ロウ（井上真樹夫）
- ミライ・ヤシマ（白石冬美）
- セイラ・マス（井上瑤）
- フラウ・ボゥ（鵜飼るみ子）
- マチルダ・アジャン（戸田恵子）
- テム・レイ（清川元夢）
- レビル将軍（堀勝之祐）
- ウッディ・マルデン（稲葉実）
- ティアンム（大山高男）
- ワッケイン（稲田徹）
- セキ（田原アルノ）
- リード（岸野一彦）
- オスカ・ダブリン（田中一成）
- マーカー・クラン（福山潤）
- オムル・ハング（高塚正也）
- ジョブ・ジョン（岸尾大輔）
- シン（宮田浩徳）

### ジオン公国軍
- シャア・アズナブル（池田秀一）
- ララァ・スン（潘恵子）
- デギン・ソド・ザビ（柴田秀勝）
- ギレン・ザビ（銀河万丈）
- キシリア・ザビ（小山茉美）
- ドズル・ザビ（玄田哲章）
- ゼナ・ザビ（金野恵子）
- ガルマ・ザビ（森功至）
- ランバ・ラル（広瀬正志）
- クラウレ・ハモン（中谷ゆみ）
- クランプ（松本大）
- アコース（植村喜八郎）
- コズン・グラハム（青山穣）
- ドレン（宝亀克寿）
- ガデム（鈴木泰明）
- マ・クベ（田中正彦）
- ガイア（徳丸完）
- コンスコン（渡部猛）
- デニム（廣田行生）
- ジーン（森田順平）
- ジェイキュー（服巻浩司）
- クラウン（佐々木誠二）
- マリガン（緒方文興）
- デミトリー（長嶝高士）
- ゲビル（麻生智久）
- カラハ（幹本雄之）
- ラコック（宮田浩徳）
- ジオン兵（高口公介）
- ジオン兵（矢部雅史）
- アナベル・ガトー（大塚明夫）
- シン・マツナガ（中村秀利）
- ジョニー・ライデン（井上和彦）

### 民間人・その他
- ミハル・ラトキエ（間嶋里美）
- カムラン・ブルーム（磯部弘）
- TVアナウンサー（真中了）
- ナレーター（永井一郎）

## 関連商品
2005年3月に、ゲームで使用したガンダムの3Dポリゴンモデルを再現したプラモデル（ガンプラ）「マスターグレードRX-78-2ガンダム Ver.ONE YEAR WAR 0079」（略称“Ver. O.Y.W.”）が新規金型で発売された他、ザク、ドム等の在来商品が存在するモビルスーツもゲーム内の色設定に合わせたキットが発売されている。
- RX-78-2 ガンダム Ver.ONE YEAR WAR 0079（2005年3月）
- MS-06F/J 量産型ザクII Ver.ONE YEAR WAR 0079（2005年4月）
- MS-07B グフ Ver.ONE YEAR WAR 0079（2005年4月）
- MS-09 ドム Ver.ONE YEAR WAR 0079（2005年4月）
- MS-14S シャア専用ゲルググ Ver.ONE YEAR WAR 0079（2005年4月）

## 攻略本
※出版社名は当時のもの。
- 機動戦士ガンダム一年戦争ガイドブック エンターブレイン ISBN 9784757722811 2005年4月7日発売[5]
- 機動戦士ガンダム一年戦争エキスパート攻略ガイド 角川書店 ISBN 978-4-04-707189-6 2005年4月26日発売[6]
- 機動戦士ガンダム一年戦争ザ・マスターガイド メディアワークス ISBN 9784840230704 2005年4月30日発売[7]
- 機動戦士ガンダム一年戦争コンプリートガイド universal century 0079 エンターブレイン ISBN 4757723369 2005年6月発売[8]